# 达祖丁·阿都拉曼
达祖丁·阿都拉曼（1948年1月17日—），马来西亚政治人物，巫统党员。曾任马来西亚农业及农基工业部副部长。曾经担任巫统中央委员、霹雳巴西沙叻国会议员（2008年至2022年），以及霹雳州议会甘榜牙也州议员（2004年至2008年）。

## 政治生涯
达祖丁·阿都拉曼曾在2013年至2018年间担任农业及农基工业部副部长。2020年仕林补选中，达祖丁表示，仕林州议席补选对是重要风向标，国阵必须以更大比数的多数票胜出，以带出一个重要的讯息，即巫统必须成为主流政党。他也表示2018年大选后，虽然马哈迪·莫哈末出任首相，但掌握实权却是民主行动党，尤其是该党秘书长林冠英出任财政部长时，开除了不少巫裔子弟，包括剥削巫裔承包商。
2021年1月20日，达祖丁透过面子书证实，自己确诊2019冠狀病毒病；1月28日，达祖丁康复出院。

### 委任驻印尼大使
2022年6月24日，达祖丁突然被告知，他在6月21日已被撤下巫统最高理事（MKT）的职位，但由巫统总秘书阿末马斯兰发出的信函中没有提供详细原因。同日，巫统主席阿末扎希在一场记者会上被问及撤职的原因时也沒有详细说明，只是强调撤除达祖丁的职位是巫统的裁决和决定，同时称只有达祖丁知道为什么会被做出这个决定。6月27日，达祖丁召开记者会爆料称，他认为阿末扎希应该辞去巫统主席的职位，而该辞职的动议已在2020年5月讨论。
随后，他被任命担任马来西亚驻印尼大使的职位变得不明郎。在同年7月12日，国家元首苏丹阿都拉在颁发国书驻外大使的议式中，他没有出席宣誓就职。隔日，包括首相依斯迈沙比里对此避而不谈，达祖丁宣称将发文告说明未获国家元首颁发委任状一事。7月15日，达祖丁宣称己经与首相会面，他将是否委任驻印尼大使的职位交由政府决定。而時任外交部长赛夫丁阿都拉也不愿证实达祖丁是否出任驻印尼大使的问题，只强调外交部的立场是国家元首颁发国书之前，不会公开任何驻外大使的身份。他的任命随着外交部于2023年2月9日正式任命赛·莫哈末·哈斯林担任驻印尼大使而宣告撤销。

## 争议
他在1995年因被指称他支付600万令吉以确保他担任司长的职位而被巫统开除。他曾在2015年发表“掌掴华人论”，并说华人不要遇到什么问题就向外人投诉，否则他将掌掴华人，引起马华公会前总会长林良实和反对党的不满。
达祖丁是一名「直言不讳」的国会议员。在2008年，他在国会内称在野党议员M.古拉为「杂种」，还不时讲黄色笑话，并对前民联议员使用不雅语言如“吉零”（keling）和“疯子”（biol）等，最后往往收回言论来逃避制裁。
2016年3月31日，达祖丁公开拥护首相纳吉阿都拉萨和他的妻子罗斯玛·曼梳豪华的生活，并对记者在国会称只要有能力买名牌包没有罪，还说女生都爱买名牌包等。
2016年11月21日，达祖丁在国会称民主行动党士布爹区国会议员郭素沁是唯一一个有「Kok」的议员，说完后自己还发笑声，招惹反对党议员和马华公会妇女组抗议并要求他道歉。然而，他当时被下议院副议长拿督罗纳拥护，指达祖丁说的只是郭素沁的姓氏，没有别的意思。郭素沁也反击达祖丁是一名“不文明”的部长。随后，莎亚南区诚信党国会议员卡立沙末斥责他为“混帐”（sial）。达祖丁因此回骂卡立没教养，并挑战他会议结束后在庭外解决。
2016年11月24日，大约有10名来自巴西沙叻的男女支持者，其中包括达祖丁的儿子欲闯入国会大厦，对着已进入内的卡立沙末叫嚣，称“现在只是事件的开端”。影片 （页面存档备份，存于）内展示当时情况。国会袭击事件中的8人在2017年4月被控以轻微罪行法令，并只罚款最高100令吉。
2019年12月4日，达祖丁在国会下议院发表侮辱兴都教徒的言论，讥讽行动党日落洞区国会议员雷尔，额头上的灰是马共总书记陈平的骨灰引发朝野骂战。国会下议院议长莫哈末阿里夫指示达祖丁坐下的指示被拒绝后，下令驱逐达祖丁与为同僚护航的行动党马六甲市区国会议员邱培栋逐出议会厅2天，引起争议。达祖丁开心表示，正好要出席巫统大会，希望被驱逐4天，但被议长拒绝。达祖丁遭到各方围剿批评后，宣布撤回其言论并公开道歉。
2021年5月24日，吉隆坡格拉那再也线发生轻快铁相撞事故，213名乘客受傷。隔天，达祖丁在记者会发表「列車相吻」论，並以國籍身份攻擊外國女記者而受到網友撻伐，#LetakJawatanTajuddin（達祖丁辭職）更登上馬來西亞推特熱門話題，網路上也在Change.org發起了促請達祖丁下臺的請願。5月26日，達祖丁的国家基建公司主席職務遭馬來西亞財政部革除。

## 选举成绩
| 年份 | 选区         | 候选人 | 候选人         | 得票数 | 得票率 | 竞选对手 | 竞选对手                 | 得票数 | 得票率 | 总票数 | 多数票 | 投票率 |
| ---- | ------------ | ------ | -------------- | ------ | ------ | -------- | ------------------------ | ------ | ------ | ------ | ------ | ------ |
| 2004 | N49 甘榜牙也 |        | 达祖丁（巫统） | 10,352 | 64.21% |          | 慕斯达法沙阿里（回教党） | 5,335  | 33.09% | 16,123 | 5,137  | 73.19% |

| 年份 | 选区               | 候选人 | 候选人         | 得票数 | 得票率 | 竞选对手             | 竞选对手                     | 得票数 | 得票率 | 总票数 | 多数票 | 投票率 |
| ---- | ------------------ | ------ | -------------- | ------ | ------ | -------------------- | ---------------------------- | ------ | ------ | ------ | ------ | ------ |
| 2008 | 霹靂 P073 巴西沙叻 |        | 达祖丁（巫统） | 16,928 | 52.70% |                      | 慕斯达法加米尔阿育（公正党） | 14,240 | 44.34% | 32,119 | 2,688  | 75.20% |
| 2013 | 霹靂 P073 巴西沙叻 |        | 达祖丁（巫统） | 24,875 | 57.14% |                      | 慕斯达法加米尔阿育（公正党） | 17,489 | 40.17% | 43,533 | 7,386  | 84.50% |
| 2018 | 霹靂 P073 巴西沙叻 |        | 达祖丁（巫统） | 20,003 | 46.04% |                      | 沙里胡丁拉丁（土团党）       | 12,291 | 28.29  | 44,508 | 7,712  | 81.41% |
| 2018 | 霹靂 P073 巴西沙叻 |        | 达祖丁（巫统） | 20,003 | 46.04% | 查法鲁阿兹罕（伊党） | 11,151                       | 25.67% |        | 44,508 | 7,712  | 81.41% |

## 个人荣誉
- 马来西亚：
  -  联邦护国丞官勋章（KMN）（2006年）[44]
- 马六甲：
  -  马六甲荣誉勋章（DMSM）—拿督（2003年）[44]
- 霹靂：
  -  霹雳王冠成员勋章（AMP）（1985年）
  -  霹雳王冠拿督勋章（DPMP）—拿督（2007年）[44]
- 彭亨
  -  苏丹阿末沙效忠斯里勋章（SSAP）—拿督斯里（2013年）[44]